# یواس‌اس لوناپ (۱۸۶۳)
یواس‌اس لوناپ (۱۸۶۳) (به انگلیسی: USS Lenapee (1863)) یک کشتی بود که طول آن ۲۰۵ فوت (۶۲ متر) بود. این کشتی در سال ۱۸۶۳ ساخته شد.